# Ацтекські мови
Ацтекські мови (Nawatl) — одна з основних груп індіанських мов, що входить до юто-ацтекських мов. Розповсюджені у Мексиці, Сальвадорі, Гватемалі, Гондурасі та Нікарагуа.

## Історія
Час утворення ацтекських мов відносять до IV—VI ст. Давній науатль (основа ацтекських мов) був основою для більшості мов Центральної Мексики. До VIII ст. відбувається початок формування окремих мов ацтекської групи. На ньому та схожих з ними діалектах розмовляли представники більшості відомих державних об'єднань — тольтеки, акольхуа, ацтеки, чичимеки.
Вже з XIII ст. ацтекські мови відігравали роль латині в Європі в часи античності та Середньовіччя, були лінгва франка, завдяки своїй легкості, співучості. Саме тоді формуються свої мовні особливості, що разом з тим спиралися на стародавню загальну основу, але сприяли утворенню самостійних мов. Період Ацтекської імперії призвів до отримання переваг однієї з ацтекських мов, відомої сьогодні як науатль, або класичний науатль. На той час ним володіло до 20 млн осіб.
Разом з тим зберігалися племінні особливості в різних народів, що входили до групи науа. Імперський період лише частково вплинув на розвиток цих мов, які розвивалися завдяки збереженню усних літературних традицій. Значним недоліком класичного науатля та інших ацтекських мов була відсутність алфавіту, для написання застосовувалося піктографо-ідеографічна письмова система.
Негативний вплив на подальший розвиток ацтекських мов мав період колоніального панування Іспанії. Адміністрація та християнські священики активно впроваджували іспанську мову, водночас нищачи культуру корінних народів, що також вплинуло на мовні традиції. До цього долучився приток нового населення з Європи та Африки при погіршенні демографічної ситуації серед індіанців — носіїв ацтекських мов. Тенденції до витіснення ацтекських мов посилилися після наказу у травні 1770 року короля Карла III щодо впровадження в усіх колоніях іспанської мови (у кастильському варіанті).
Разом з тим в перші роки колоніального урядування в народів науа виник алфавіт на основі латини, що все ж таки сприяло збереженню мов, особливо науатля. Водночас створюються граматики і словники.
Уряди незалежної Мексики й Сальвадору продовжували політику іспанських колонізаторів зі зменшення області використання ацтекських мов на користь іспанської. В результаті у Мексиці значно зменшилася кількість носіїв мов, так у 2005 році класичним науатлєм розмовляло близько 1,4 млн, піпільською мовою в Сальвадорі — за різними оцінками від 30 до 80 тис., трохи менше в Гондурасі, Гватемалі й Нікарагуа статистики немає. На інших ацтекських мовах від 2—3 до 200—300 тис. осіб
Лише з XX ст. починається неквапливий процес, спрямований на збереження ацтекських мов. У 1970-х роках відбувається активне їх дослідження. Наприкінці XX — у перших роках XXI ст. Мексика і Сальвадор взяли рішучий курс на розширення застосування ацтекських мов, насамперед науатль. На сьогодні ацтекськими мовами володіють бл. 1,5 млн осіб.

## Граматика
При всіх особливостях ацтекські мови мають низку схожих правил:
- Іменник змінюється за числами — однина і множина, приналежності комусь — «мій», «його», «їхній».
- Наявність 6 займенників для першої, другої і третьої особи в однині та множині. Лише в істмус-науталь займенник для першої особи в множині має дві форми — інклюзивну і ексклюзивну.
- Дієслово складається з кореня, префіксів і суфіксів. Префікс може виражати особу суб'єкта й кількість об'єкта, суфікс може виражати час, вид, спосіб дієслова, а також число суб'єкта. Вони розрізняють минулий, теперішній та майбутній час, а також доконаний і недоконаний види дієслів. Деякі ацтекські мови виділяють аспект тривалості дії. Є дійсний і наказовий спосіб, у деяких — бажальне й умовне. Водночас відсутній пасивний стан, що був у давньому науатлі, але є аплікат і каузатив.

## Класифікація

### Східно-західна підгрупа
- Східний науатль
  - уастекський науатль
    - центрально-уастекський науатль
    - східно-уастекський науатль
    - західно-уастекський науатль

  - геррерський науатль
  - сьєрра-пуеблський науатль
  - туакан-сонголіканська мова
  - піпільська мова
- Західний науатль
  - центральний науатль
    - науатль
    - морелоський науатль
    - північно-пуеблський науатль

  - Науатль західних провінцій
    - дурангський науатль
    - халіський науатль
    - північно-геррерський науатль
    - мічоаканський науатль
    - почутекська мова

### Центрально-периферійна підгрупа
- Західно-перифірійний науатль
  - центрально-пуеблський науатль
  - коліма-дурангський науатль
  - коатепекський науатль
  - темаскальтепекський науатль
- Східно-периферійній науатль
  - істмус-науатль
    - істмус-косолеаканський науатль
    - істмус-мекапаяпанський науатль
    - істмус-пахапанський науатль

  - уашкалекський науатль
  - північно-оахський науатль
  - ометепекський науатль
  - орісабський науатль
  - санта-марія-аля-альтанський науатль
  - південно-східно-пуеблський науатль
  - табаський науатль
  - тенангський науатль
  - тетельсінгський науатль
  - сьєрра-негрський науатль